# PSR B1257+12 C
PSR B1257 + 12 C, cũng có định danh khác là PSR B1257 + 12 d và cũng có tên là Phobetor, là một ngoại hành tinh siêu Trái Đất quay quanh sao xung PSR B1257 + 12 khoảng cách 2.315 năm ánh sáng (710 parsec, tương đương gần 21908 km) từ Trái Đất trong chòm sao Xử Nữ. Đó là một trong những hành tinh đầu tiên được phát hiện bên ngoài Hệ Mặt trời.

## Đặc điểm

### Khối lượng, bán kính và nhiệt độ
PSR B1257 + 12 C là một siêu Trái Đất, một ngoại hành tinh có bán kính và khối lượng lớn hơn Trái Đất. Nó có nhiệt độ trung bình 567 K (294 °C; 561 °F). Nó có một khối lượng gấp 3,9 lần khối lượng Trái Đất và bán kính có khả năng là bằng 1,5 bán kính Trái Đất dựa trên khối lượng của nó.

### Ngôi sao chủ nhà
Hành tinh quay quanh một sao xung có tên PSR B1257 + 12. Sao xung này có khối lượng bằng 1,4 khối lượng Mặt Trời  và bán kính khoảng 0,000015 bán kính Mặt Trời  (10 km). Nó có nhiệt độ bề mặt ≤ 28.856 K (tương đương 28.583°C) và tuổi của nó là một tỷ năm tuổi, với một sai số nhỏ. Để so sánh, Mặt Trời khoảng 4,6 tỷ năm tuổi  và có nhiệt độ bề mặt là 5778 K.
Độ sáng biểu kiến của ngôi sao, hoặc độ sáng của nó xuất hiện từ góc nhìn Trái Đất, là 12,2. Do đó, nó quá mờ để có thể nhìn thấy bằng mắt thường.

### Quỹ đạo
PSR B1257 + 12 C quay quanh ngôi sao chủ của nó với ánh sáng nhận về bằng 520% của độ sáng của Mặt Trời, hoàn thành một quỹ đạo mỗi 98 ngày ở khoảng cách 0,46 AU (gần với khoảng cách quỹ đạo của Sao Thủy từ Mặt Trời, là 0,38 AU).